# Sismo de Jishishan de 2023
O sismo de Jishishan ocorreu em 18 de dezembro de 2023, às 23h59 CST, quando um sismo com magnitude de 5,9–6,2 atingiu o condado de Jishishan, na província de Gansu, China. O sismo de cavalgamento atingiu uma área densamente povoada na fronteira entre as províncias de Gansu e Chingai. Pelo menos 134 pessoas morreram, 980 ficaram feridas e outras 16 ainda estão desaparecidas em ambas as províncias.

## Sismo
A Administração de Sismos da China registrou o sismo em 6,2 na escala de magnitude das ondas superficiais. O Serviço Geológico dos Estados Unidos disse que mediu 5,9 Mw e atingiu uma profundidade de 10 km. O epicentro foi estimado no município de Liugou, na Prefeitura Autônoma de Linxia Hui. O Tensor de Momento Centroide Global registrou o impacto em 6,1 Mw a 18,9 km de profundidade. Foi relatado que o tremor durou quase 20 segundos, e foi sentido pelos residentes até Xian, a 570 km de distância, na província de Xianxim. Pelo menos nove réplicas foram registradas após o sismo principal, com a maior registrando uma magnitude de 4,1.

## Impacto
Foram registradas pelo menos 134 mortes e 980 feridos; 113 pessoas morreram e 782 ficaram feridas em Gansu. Vinte e uma mortes, 198 feridos e 13 pessoas desaparecidas foram relatadas na província vizinha de Chingai. Acredita-se que os desaparecidos tenham sido soterrados por um deslizamento de terra. Todas as mortes em Chingai ocorreram na cidade de Haidong. Pelo menos 16 dos feridos estariam em estado crítico. O sismo foi considerado o mais mortal que afetou a China desde o sismo de Ludian de 2014. Li Haibing, especialista da Academia Chinesa de Ciências Geológicas, atribuiu as vítimas e os danos do sismo ao seu momento, à pouca profundidade, ao movimento vertical e à baixa qualidade dos materiais de construção na área.